# Нога в геральдике

Шляхетский герб рода Борских с изображением ноги на щите

Нога (ступня, стопа) — естественная негеральдическая гербовая фигура.
В отличие от верхних конечностей человека в геральдике, нижние конечности в гербах встречаются значительно реже, всегда отсечёнными на середине бедра, а иногда пронзённые стрелой или копьём, встречаясь, по созвучию, чаще всего в "говорящих" гербах. Гораздо реже встречается одна стопа. Изображение в щите герба ступни и чаши, обозначает христианский символ — омовение ног. Нога в гербах изображалась, как естественного вида и цвета, так и одетая в доспехи с золотыми шпорами, цветной чулок или обутую ступню. Встречается нога, как элемент в нашлемнике: (герб Новина, Прус III), гербах дворянского рода: (Савицкие).
Три согнутые ноги с человеческим лицом в центре образуют фигуру, называемую трипод (античная "тринакрия"), которая служит символом Сицилии, но найти её можно и в гербах Малой Азии и Македонии. Трипод без лица в центре, в доспехах и с золотыми шпорами, появляется в одной из частей шотландского герба Уокер, а также в гербе острова Мэн.
Изображение ноги  использовалось: флаг Сицилии.